# Кукушка (фильм, 2024, Россия)
«Кукушка» — российский чёрно-белый фильм ужасов, снятый режиссёром Евгением Николаевым в 2024 году. Премьера фильма в России состоялась 29 мая 2025 года.

## В ролях
- Иван Шамаев — Аркадий
- Николай Солдатов — старик
- Саяна Банзаракцаева — Сайаана

## Критика
Ярослав Кандыба в своей рецензии, опубликованной на сайте «КиноРепортёр» похвалил фильм, сказав, что «драматургия фильма выстроена на принципах фрагментарности и нелинейности: сцены чередуются в свободной последовательности, смещая границы между реальностью и вымыслом. Такая структура требует от зрителя активного включения — значительная часть информации передаётся не через диалоги, а визуальными средствами. Реплик в фильме мало, они звучат на якутском языке и сопровождаются субтитрами, что ещё больше подчёркивает этническую специфику и минимализм повествования». Критик также похвалил чёрно-белый стиль фильма, сказав, что «именно чёрно-белая концепция фильма, которая акцентирует игру света и тени, делая композицию кадра более чёткой и выразительной, а пространство фильма становится более ощутимым, и даже мелкие детали — например, отражение огня или движение силуэта — приобретают значение. Чувство страха возникает не за счёт привычных жанровых примеров, а благодаря продуманной организации пространства». Однако помимо плюсов критик также отметил ещё и минусы фильма, например, назвав его повествование в отдельных эпизодах «излишне затянутым», раскритиковав почти полное отсутствие диалогов, что, по его словам, «усложняет эмоциональный контакт между героями и зрителем», некоторые сюжетные повороты, которые «остаются нераскрытыми, что делает развитие истории менее убедительным» а также концовку фильма, сказав, что «развязка не в полной мере оправдывает нарастающее на протяжении всего фильма напряжение».